# Pierre Weil
Pour les articles homonymes, voir Weil.
Ne doit pas être confondu avec Pierre Weill.
Pierre Weil, né le 16 avril 1924 à Strasbourg en Alsace et mort le 10 octobre 2008 à Brasilia, est un psychologue, écrivain et éducateur français qui a consacré sa vie à la Paix.

## Éléments de biographie
Né à Strasbourg, Pierre Weil obtient un doctorat de psychologie à l'université Paris-VII, où il était l’étudiant de Henri Wallon, André Rey et Jean Piaget. Il a créé la fondation de la Cité de la Paix au Brésil en 1986, et l’université holistique internationale de Brasilia (UNIPAIX) qu’il dirigeait ,,.
En 2000, Pierre Weil a reçu du directeur général de l'UNESCO, Kōichirō Matsuura, la mention d’honneur pour le Prix UNESCO de l’éducation pour la paix.
Pierre Weil a écrit près de quarante ouvrages. Son livre O Corpo Fala – Le corps parle – a été réédité plus de soixante fois au Brésil.

## La Marseillaise de la Paix
En 1986, Pierre Weil a proposé de nouvelles paroles pour la Marseillaise. Le refrain : 
« Vivons la Liberté,
Et la Fraternité!
Chantons, Dansons,
D’un seul élan,
Vibrons à l’unisson!»

## Ouvrages
- L'affectivo-diagnostic : nouvelle méthode de psychodiagnostic d'après les réactions émotives, avec établissement d'une "échelle métrique" de certains types d'émotivité, Presses universitaires de France, coll. « Bibliothèque scientifique internationale », 1953 (lire en ligne).
- Relations humaines dans le travail et la famille, Paris, Éditions Dunod, 1964[6].
- Une révolution silencieuse  (trad. Monique Le Moing), Monaco, Éditions du Rocher, 2004.
- Le dernier pourquoi : si Dieu nous parlait…  (ill. Marol), Paris, l'Espace bleu, 1995
- Notre corps parle avec des illustrations de Roland Tompakow, préface d'Anne Ancelin-Schützenberger, traduit du portugais par Marie-Rose Grosjean, Verviers, Marabout, 1975.
- L'homme sans frontières: les états modifiés de conscience , traduit du portugais par Iris Varela, avec la collaboration de Colette Trehel, Paris, éditions l'Espace bleu, 1988.
- L'art de vivre en paix : manuel d'éducation pour une culture de la paix, Unipaix, 2002, 132 p. (ISBN 9789232038043, présentation en ligne).
- Un regard sur l'infini, traduit du portugais (Brésil) par Florence de Peretti, Auxerre, Éditions des 3 Monts, 2007.